# Глушицьке
Глу́шицьке — село в Україні, у Сарненській міській громаді Сарненського району Рівненської області. Населення становить 3 осіб.

## Географія
Село розташоване на правому березі річки Михайлівки. Відстань до районного центру, міста Сарни – становить приблизно 13 кілометрів.
Дорога ґрунтова, а найближча зупинка громадського транспорту — у селі Глушиця, за три кілометри.
Відповідно до Розпорядження Кабінету Міністрів України від 12 червня 2020 року № 722-р «Про визначення адміністративних центрів та затвердження територій територіальних громад Рівненської області» увійшло до складу Сарненської міської громади.

## Населення
За переписом населення 2001 року в селі мешкали 42 особи. 100 % населення вказали своєї рідною мовою українську мову.
У випуску програми «Село… де люди?» від Суспільного Рівне було виявлено, що населення села складає 3 особи. 